# @fire – Internationaler Katastrophenschutz
@fire – Internationaler Katastrophenschutz Deutschland e. V. ist eine gemeinnützige, nichtstaatliche Hilfsorganisation mit Sitz in Osnabrück, die international Hilfe bei Naturkatastrophen leistet und sich hierbei als Ergänzung zu den bestehenden Strukturen in der internationalen Katastrophenhilfe sieht. Neben dem Technischen Hilfswerk und der International Search and Rescue Germany stellt @fire ein Team für die International Search and Rescue Advisory Group.

## Geschichte
Der Verein wurde 2002 in Lüneburg gegründet und verlegte seinen Sitz 2012 nach Osnabrück. Später erfolgte eine Namensänderung des Vereins auf den derzeitigen Namen und 2013 die Eintragung in das Vereinsregister des Amtsgerichts Osnabrück. Derzeitiger Vorsitzender und Mitbegründer des Vereins ist Jan Südmersen.
Am 13. Februar 2014 wurde @fire Schweiz als rechtlich eigenständige Organisation gegründet, der dem deutschen Verein angegliedert ist. Neben Deutsch wird Englisch als Verkehrssprache innerhalb des Vereins genutzt.
@fire ist seit November 2021 bei der INSARAG als „Light Urban Search and Rescue Team“ klassifiziert. Seit 2021 ist „@fire“ als Wortmarke beim Deutschen Patent- und Markenamt eingetragen.

## Tätigkeiten

### Trümmerrettung
Die Hilfsorganisation arbeitet im Bereich Urban Search and Rescue (USAR) nach den Vorgaben der Vereinten Nationen und hält dafür ein Team der Kapazität „light“ vor, welches gemäß den INSARAG–Richtlinien innerhalb von 24 Stunden weltweit im Katastrophengebiet einsatzbereit ist. Der Schwerpunkt liegt hierbei darin, Verschüttete nach Erdbeben oder ähnlichen Ereignissen in den Trümmern zu lokalisieren, sie zu befreien und medizinisch zu versorgen.

### Vegetationsbrandbekämpfung
@fire stellt Freiwillige zur Bekämpfung von Wald- und Flurbränden zur Verfügung, welche in unwegsamem Gelände bspw. Schneisen zur Brandbekämpfung schlagen. Der Verein kann flexibel auf Einsatznotwendigkeiten reagieren und arbeitet mit Methoden, die es möglich machen, Vegetationsbrände ohne oder mit nur sehr wenig Wasser, zu bekämpfen. Zusätzlich engagiert er sich bei der Ausbildung im Bereich der Vegetationsbrandbekämpfung und unterstützt die Forstwirtschaft sowie Ökologen bei der Landschaftspflege und Renaturierung durch kontrolliertes Abbrennen, beispielsweise von Heideflächen.

## Organisation

### Vereinsstruktur
Der Verein gliedert sich neben dem aus drei Personen bestehenden Vorstand (Vorsitz, Schriftführer, Schatzmeister) und einem administrativen Bereich in die operativen Fachbereiche Urban Search & Rescue, Wildland Firefighting und Management und Logistik.

### Standorte und Ausrüstung
Technische Ausrüstung und Fahrzeuge werden innerhalb Deutschlands an dezentral verteilten Standorten vorgehalten. Lager für Einsätze befinden sich laut eigener Aussage in der Nähe von Stuttgart, Köln und Potsdam. Für Urban Search and Rescue hält @fire Ausrüstung bereit, die von Ortungstechnik über Bergungsgeräte bis zu medizinischer Ausrüstung und Einsatzlogistik reicht. Die Fahrzeuge von @fire sind im Osnabrücker Land zugelassen und besitzen teilweise Blaulicht und Folgetonhorn (Sondersignal SoSi). Da @fire jedoch außerhalb Niedersachsens nicht als Organisation mit Sicherheitsaufgaben anerkannt und auch nicht dem nationalen Katastrophenschutz angegliedert ist, ist die Nutzung der SoSi-Anlagen und die Inanspruchnahme von Wege- und Sonderrechten im Straßenverkehr unzulässig.

### Kosten einer Vereinsmitgliedschaft
Aktive Mitglieder von @fire haben satzungsgemäß eine Aufnahmegebühr sowie eine jährliche Mitgliedsgebühr von derzeit 80 Euro an den Verein abzuführen. Darüber hinaus muss die komplette Persönliche Schutzausrüstung sowie die Dienstkleidung der Mitglieder durch diese selbst beschafft und eigenfinanziert werden; @fire stellt keine Schutzausrüstung oder Dienstkleidung und übernimmt keine Kosten dafür. Das gilt auch für zusätzliche Ausrüstung, die für einen internationalen Einsatz benötigt werden. Es werden zudem keine Reisekosten zu Trainings, Lehrgängen oder anderen @fire-Veranstaltungen sowie keine Lohnausausfall- oder Lohnersatzzahlungen für Einsätze übernommen.

### Spenden- und Einnahmenentwicklung
@fire veröffentlicht als Mitglied des Deutschen Spendenrats e. V. seinen Jahresbericht und Jahresabschluss. Seit 2009 und insbesondere ab 2018 erhöhte @fire seine Einnahmen bis 2023 um etwa das siebenfache auf mehr als 700.000 Euro. Der Gewinn / Überschuss wurde im selben Zeitraum von etwa 20.000 Euro auf mehr als 350.000 Euro gesteigert, wobei 2023 insbesondere Zuschüsse des Auswärtigen Amtes im Rahmen des Erdbebens in der Türkei und Syrien 2023, zum Tragen kamen. Der Verein bildet satzungsgemäß freie sowie zweckgebundene Rücklagen.
| Jahr | Einnahmen in Euro | davon Spenden | Gewinn / Überschuss in Euro |
| ---- | ----------------- | ------------- | --------------------------- |
| 2009 | 34.202            | 4,899         | 0                           |
| 2010 | 87.293            | 58.875        | 0                           |
| 2011 | 48.420            | 17.085        | 0                           |
| 2012 | 51.403            | 18.347        | 0                           |
| 2013 | 68.410            | 36.499        | 0                           |
| 2014 | 107.941           | 68.013        | 16.576                      |
| 2015 | 105.996           | 60.494        | 23.780                      |
| 2016 | 50.538            | 18.366        | 5.252                       |
| 2017 | 100.887           | 63.669        | 48.173                      |
| 2018 | 76.217            | 16.824        | 20.107                      |
| 2019 | 125.415           | 462           | 16.799                      |
| 2020 | 148.877           | 50.178        | 65.963                      |
| 2021 | 240.353           | 128.148       | 103.200                     |
| 2022 | 501.674           | 217.636       | 147.398                     |
| 2023 | 720.889           | 243.781       | 357.366                     |

### Mitgliedschaften
@fire ist Mitglied der Internationalen Rettungshunde Organisation (IRO), im Deutschen Spendenrat und in der International Search and Rescue Advisory Group der Vereinten Nationen sowie assoziiertes Mitglied im Weltfeuerwehrverband.

## Mitglieder und Ausbildung
Die Hilfsorganisation setzt sich aus ehrenamtlichen volljährigen Mitgliedern aus Deutschland und der Schweiz zusammen. Ein Großteil der Mitglieder sind nach eigener Aussage des Vereins ehrenamtlich oder hauptberuflich in einer Feuerwehr, dem Technischen Hilfswerk oder im Rettungsdienst aktiv.
Jedes Mitglied sollte über eine geeignete Grundausbildung wie beispielsweise der Feuerwehr, dem Rettungsdienst oder dem Katastrophenschutz haben. Weitere Schulungen erfolgen vereinsintern entsprechend dem zukünftigen Aufgabenschwerpunkt sowie durch Ausbildungsangebote verschiedener internationaler bzw. zwischenstaatlicher Organisationen, insbesondere dem Amt der Vereinten Nationen für die Koordinierung humanitärer Angelegenheiten oder dem Europäischen Amt für humanitäre Hilfe und Katastrophenschutz.
Die Ausbildung für das Suchen und Retten von Verschütteten erfolgt nach den internationalen INSARAG–Richtlinien der Vereinten Nationen. Die Ausbildung der Vegetationsbrandspezialisten basiert im Wesentlichen auf den Standards der amerikanischen National Wildfire Coordinating Group (NWCG). Ein großer Teil der Führungsausbildung wird im Ausland, insbesondere in Spanien, Portugal und den USA durchgeführt.

## Rezeption
Teams von @fire und deren Arbeit wurden in verschiedenen Medien vorgestellt, wie beispielsweise in dem ARD–Kinder-Reportermagazin neuneinhalb, in der ProSieben Reportage Green Seven Report – Unser Wald brennt, in „Feuer, Flammen, Funkenschlag“ bei ARTE sowie in der „Galileo X-Plorer“ Episode „European Wildfire Academy: Der Kampf gegen Waldbrände“.

## Hilfeleistungen im Ausland
- Erdbeben im Indischen Ozean 2004
- Erdbeben in Pakistan 2005
- Waldbrände in den USA seit 2005
- Waldbrände in Portugal seit 2005
- Waldbrände in Kroatien seit 2005
- Erdbeben in Haiti 2010
- Waldbrände in Bolivien 2010
- Erdbeben in Italien 2012
- Taifun auf den Philippinen 2013[20]
- Hochwasser in Bosnien 2014[21]
- Waldbrände in Schweden 2014
- Erdbeben in Nepal 2015[22]
- Explosionskatastrophe im Hafen von Beirut 2020[23]
- Waldbrände in Griechenland im August 2021[24]
- Hilfslieferungen in die Ukraine[25]
- Waldbrände in Frankreich 2022[26]
- Explosion in einem Einkaufszentrum in Armenien 2022[27]
- Waldbrände in Portugal 2022
- Erdbeben in der Türkei und Syrien 2023.[28]
- Erdbeben in Myanmar 2025[29]
- Waldbrände in Spanien 2025[30]

## Hilfeleistungen im Inland
- Hochwasser in Deutschland 2013[31]
- Waldbrände in Deutschland 2018
- Waldbrände in Deutschland 2019
- Waldbrände in Deutschland 2020[32]
- Flutkatastrophe in Nordrhein-Westfalen und Rheinland–Pfalz im Juli 2021
- Waldbrände in Deutschland 2022[33]
- Hoteleinsturz in Rheinland-Pfalz im August 2024[34]
- Waldbrände in Deutschland 2024[35]
- Waldbrände in Deutschland 2025[36]